# Jacques Laroche
Pour les articles homonymes, voir Laroche.
Jacques Laroche est un acteur, marionnettiste et metteur en scène québécois, né le 28 mars 1968 à Québec.

## Biographie
Diplômé du Conservatoire d'art dramatique de Québec en 1993. Il fit un stage sur le clown en 1994 et en bouffon en 1999 avec Philippe Gaulier à Londres. Jacques Laroche est membre du Théâtre du Sous-marin jaune, également connu sous le nom de son directeur artistique et philosophique, le Loup bleu (une marionnette). Il a été directeur artistique du Théâtre de La Petite Marée, de Bonaventure  en Gaspésie durant de nombreuses années et cofonde les Productions Préhistoriques, où il travaille le clown et le bouffon. Il signe le texte «Un Village pour un théâtre» aux pages 134-138  du numéro 148 de la revue Jeu (2013.3). Il collabore à l'occasion avec l'École nationale de théâtre du Canada (ENT)et avec le Centre des auteurs dramatiques (CEAD). Il est lauréat du Prix de Reconnaissance Desjardins 2024 du ConseilL des arts de Longueuil.     L'agence Olivier Corbeil le représente

## Cinéma

### Longs métrages
- 1995 : Le Confessionnal - 3e rôle de Robert Lepage
- 2011 : Enfin l'automne - Jack - 1er rôle de Patrick Boivin et Olivier Roberge[10],[11]
- 2016 : Feuilles mortes - Frank de Thierry Bouffard, Carnior et Edouard A. Tremblay[12]

### Courts métrages
- 1997 : Liberté 66 - Réal - 1er rôle, de Martin Brouard[13]
- 1998 : Bionda et l'hypothèse rivale - Réal - 1er rôle, de Normand Bergeron[14]
- 1998 : La pêche miraculeuse - Réal - 1er rôle de Stéphane Houle[15]
- 2005 : New-York Trash de Jacques Laroche
- 2006 : Quelque chose dans l'air - Réal - 1er rôle de Olivier Roberge[16]
- 2006 : New-York Cash de Jacques Laroche

## Télévision
- 2002 :  La grande expédition 2002 - Des Groseilliers - 1er rôle, production Téléfiction[17]
- 2002 : L'auberge du Chien Noir 2002 -Client - 3e rôle, de C. Martineau, production Société Radio Canada (SRC)
- 2005 : Nos étés - Ravary - 1er rôle, réalisateur P. Gagnon.
- 2006 : François en série - Le livreur - 1er rôle, réalisation de Jean-François Asselin, Production Locomotion
- 2018 : L'homme au chapeau et à l'imperméable dans le sketch au début de l'émission «Prière de ne pas envoyer des fleurs - Fabien Cloutier» à la télévision de Radio-Canada le 2 février[18]
- 2024 : «Coroner» dans l'émission STAT du 26 mars 2024 entre 12;02" et 13:33"[19], Émission du 27 mars 2024 entre 18:20" et 21:35"[20] et émission du 2 avril 2024 entre 11:56" et 13:47"[21]
- 2024: Automne «Médecin» dans l'émission de télévision «Indéfendable» émission 3-40 et 3-41
- 2025: Docteur Choinard dans l'émission Indéfendable de TVA du  jeudi 20 et lundi 24 mars

## Théâtrographie

### Mises en scènes
- 1999 : Mammouth et Maggie, avec Véronika Makdissi-Warren et Les Productions Préhistoriques[4],[22]page 3 de https://numerique.banq.qc.ca/patrimoine/details/52327/2799016
- 1999 : 20,000 lieues sous les mers d'après Jules Verne adaptation de Jacques Laroche[23]
- 2001 : Moby Dick d'Isabelle Hubert au Théâtre de la Petite Marée[24].
- 2001 : Les bouffons, enseignement et création expérimentale, mise en scène par Jacques Laroche[25]
- 2001 : La balade de Panurge, texte et mise en scène de Jacques Laroche, 1er Acte[26],[27]
- 2004 : King Lear contre attaque, Productions Préhistoriques[28],[29]
- 2004 : Amour et protubérances de Marcelle Dubois aux théâtres Premier Acte, La Licorne et Porteuse d'aromates[30],[31]
- 2005 : Tour de rein de Pascal Lafond au théâtre d'été de la Ville de Mont-Tremblant au Domaine Saint-Bernard.
- 2006 : Le grand air de Fanny Britt au théâtre d'été de la Ville de Mont-Tremblant au Domaine Saint-Bernard.
- 2008 : Les Essais, d'après Michel de Montaigne, texte de Michel Tanner, mise en scène de Jacques Laroche[32]. Présenté aussi au festival castellers de Charleville-Mézières en France[33].
- 2009 : Le nid de Félix Beaulieu-Duchesneau et Sandrine Cloutier mise en scène et conseil d'écriture au Théâtre Qui va là / La Licorne[34]
- 2010 : Petite Rochelle de Pierre-André Bujold, mise en scène de Jacques Laroche[35]
- 2011 : Deux ans de votre vie de Rébecca Déraspe, Les biches pensives / Théâtre d'aujourd'hui[36].
- 2012 : Kanata, une histoire renversée, texte de Jean-Frédéric Messier, mise en scène Antoine Laprise et Jacques Laroche[37]
- 2013 : Le clown de Mathieu Héroux avec les finissants de 2013 l'É.N.T.[38]
- 2014 : Le merveilleux voyage de Réal de Montréal (2014) de Rébecca Déraspe[39] (D'après l'œuvre de Selma Lagerlöf Le merveilleux voyage de Nils Holgersson), mise en scène : Jacques Laroche, une coproduction du Théâtre de la Petite Marée[10],du Théâtre Bouches Décousues[40] et du Théâtre les Gros Becs[41]
- 2015 : Dobermann de Maxime Champagne avec les finissants 2015) de l'É.N.T[42].
- 2015 : Otomonogatari - L'éveil d'une oreille d'Antoine Laprise et Le Théâtre de la Petite Marée[43]
- 2016 : Habiter les terres de Marcelle Dubois du Théâtre du Tandem[44] et Théâtre les porteuses d'aromates[45] au Théâtre des écuries[46],[47],[48]
- 2016 : Fuck toute de Catherine Dorion et Mathieu Campagna, aide à la mise en scène
- 2017 : La mère Troll de Jasmine Dubé qui s'inspire librement du récit L'échange de Selma Lagerlöf, au Le Théâtre de la Petite Marée[49]  et Théâtre Bouches Décousues[50],[51]
- 2018 : Le Chat du chapiteau écriture et mise en scène de Jacques Laroche au Théâtre de la Petite Marée[52],[53]
- 2020 : Bande de bouffons, texte de Jean-Philippe Lehoux et mise en scène de Jacques Laroche au Théâtre du Tandem[54],[55]
- 2023: Poussières d'étoile écriture et mise en scène Jacques Laroche, sculptures Jacques Samson au Théâtre de la Petite Mariée[56],[57],[58]

### Interprétation
- 93-94: Don Juan de Molière - Don Alonse, mise en scène de Serge Denoncourt au Théâtre du Trident.
- 1994 : Le gars de Québec de Michel Tremblay - Ephrème Gagnon, au Théâtre du Bois de Coulonge[59]
- 94-95: Ce soir on improvise de Luigi Pirandello, adaptation de Diane Pavlovic et Claude Poissant - Ricardo Verri, mise en scène de Claude Poissant au Théâtre du Trident[60],[61]
- 1995 : Des restes humains non identifiés de Brat Fraser, adaptation d'André Brassard - Bernie, mise en scène de Gill Champagne, Théâtre de la Bordée une coproduction du Théâtre du Paradoxe[62]
- 1995 : Candide, d'après Voltaire - Candide, mise en scène Antoine Laprise, production Le Théâtre du Sous-marin jaune
- 1995 : Le cercle de craie caucasien de Bertolt Brecht - Simon Chachava, mise en scène de Serge Denoncourt au Théâtre du Trident.
- 1995 : La maison bleu de Lise Castonguay - Émilio / J. Francœur, mise en scène de Isabelle Hubert le Lorraine Côté au Théâtre du Gros Mécano , Théâtre du Nouveau Parking.
- 1996 : Le champ de Louise Bombardier - Le Chasseur, mise en scène de Claude Poissant, Théâtre du Gros Mécano
- 96-97: Le timide au palais de Tirso de Molina - Roy Lorenzo, mise en scène de Fernand Rainville au Théâtre du Trident.
- 97-98: Yvonne, princesse de Bourgogne de Witold Gombrowich, traduction de Konstanty Jelensky et Geneviève Sarreau - Prince Philippe, mise en scène d'Alice Ronfard au Théâtre du Trident.
- 1998 : Éros de Marie-Christine Lê-Huu - Le frère, mise en scène de Normand Daneau, Théâtre du Moutons Noirs, Carrefour international de théâtre de Québec[63]
- 1998 : Thanatos de Paul-Patrick Charbonneau, Jacques Laroche, Marie-Christine Lê-Hue et Normand Daneau - Le tanatologue, mise en scène par Normand Daneau, Théâtre des Moutons Noirs, Carrefour international de théâtre de Québec[64],[65]
- 1999 : Mammouth et Maggie avec Véronika Makdissi-Warren, Productions Préhistoriques[66],[67]
- 2000 : Les caprices de Marianne d'Alfred de Musset - Tibia, mise en scène de Claude Poissant au Grand théâtre de Québec[68]
- 2000 : Le Petit Prince, texte d'Anne-Marie Olivier, mise en scène par Paul-Patrick Charbonneau
- 2000 : Kvetch de Steven Berkoff, traduction de Fanny Britt - Allan, mise en scène de Lorraine Côté assisté d'Isabelle Hubert, Théâtre du Nouveau Parking et Théâtre du Périscope[69].
- 2000 : La Bible[70], adaptation du Loup Bleu 2002 -  Moïse et autres, mise en scène Antoine Laprise, production Le Théâtre du Sous-marin jaune
- 2000-01: Mesure pour mesure de William Shakespeare - Le Prévôt, mise en scène par Michel Nadeau au Théâtre du Trident.
- 2001 : Chronique de la vérité occulte de Pierre Calders - Octavie et autres, mise en scène de Philippe Soldevila, Théâtre du Périscope et Théâtre de sortie de secours[71].
- 2001 : Ceci n'est pas une morte de Marie-Christine Lê-Huu - Brian, mise en scène de Normand Daneau, Théâtre des Moutons Noirs[72],[73].
- 2002 : Ervart ou les derniers jours de Frédéric Nietzsche de Hervé Blutsch - Ervart, mise en scène de Michel Bérubé[74]
- 2004 : Arnarquista de Simone Chartrand et Philippe Soldevilla - Arnaquista, mise en scène de Philippe Soldevilla au Théâtre du Périscope[75]
- 2004 : La Bonne Âme du Se-Tchouan, de Bertolt Brecht, mise en scène Antoine Laprise, production Le Théâtre du Sous-marin jaune
- 2004 : Petite histoire cosmique d'après Hubert Reeves, un texte de Paul-Patrick Charbonneau mise en scène Antoine Laprise au théâtre de La petite Marée[76]
- 2004 : L'héritage de Darwin d'Evelyne de la Chenelière - Jacques, mise en scène de Sylvain Scott au Théâtre Le clou[77]
- 2005 : Discours de la méthode, d'après Descartes[78], adaptation du Loup Bleu 2005-2007 mise en scène Antoine Laprise, production Le Théâtre de la Bordée et Le Théâtre du Sous-marin jaune
- 2006 : Les Cercueils de zinc, de Svetlana Aleksievitch, Théâtre Périscope[79]
- 2006 : L'autre monde texte et mise en scène d'Antoine Laprise et Francis Monty, Théâtre Il va s'en dire[80]
- 2007 : L'Éneide[81] d'après Virgile, écrit et mise en scène par Olivier Keimed[82] du Théâtre Trois Tristes Tigres[83]
- 2008 : Les Essais, d'après Michel de Montaigne, texte de Michel Tanner, mise en scène de Jacques Laroche[32], production Le Théâtre du Sous-marin jaune
- 2009 : Terrorisme, mise en scène d'Olivier Coyette, production Théâtre du Grand Jour[84]
- 2012 : Kanata, une histoire renversée, texte de Jean-Frédéric Messier, mise en scène Antoine Laprise et Jacques Laroche[37] production Le Théâtre du Sous-marin jaune
- 2014 : Guerre et Paix, d'après Léon Tolstoï, texte de Louis-Dominique Lavigne,mise en scène Antoine Laprise, coproduction production Le Théâtre du Sous-marin jaune et Le Théâtre de Quartier[85],[86] et présentation au festival de Castelliers[87] et tournée en France et en Belgique
- 2021 : Don Qui Quoi!?!, texte de Jackie Gosselin et Jacques Laroche, mise en scène Jacquie Gosselin, coproduction Théâtre de la Petite Marée et du DynamO Théâtre[88],[89],[90]
- 2022 : Don Qui Quoi!?!, texte de Jackie Gosselin et Jacques Laroche, mise en scène Jacquie Gosselin, coproduction Théâtre de la Petite Marée et du DynamO Théâtre en espagnol à Madrid en Espagne [91],[92] Théâtre de la Petite Marée en Espagne[93],[94]
- 2022: Woupedaï (tableau), mise en scène Véronika Makdissi-Warren , Carrefour international de théâtre de Québec, Où vas-tu quand tu dors en marchant, Jacques Le dompteur de lion, Voir vers la fin  de la page - Nos créateurs  - Woupelaî[95]
- 2022 : Fanny - Lecture publique une texte de Rébecca Déraspe, mise en lecture de  Hubert Lemire[96].
- 2024: Fanny - Texte de Rébecca Déraspe, mise en scène Marie-Hélène Gendreaau et Hubert Lemire, Jacques Laroche dans le rôle de Dorian, coproducition du Théâtre du  Bic[97],[98],[99]et du Théâtre du Double Signe[100]
- 2025 Ilia - Spectacle nocturne de l'été à la Cité de l'Énergie à Shawinigan dans le rôle du Conteur, découvrez la distribution 2025  [101]

### Divers
Codirecteur artistique de Les Productions Préhistoriques
Membre du Le Théâtre du Sous-marin jaune
Directeur artistique du Théâtre de La Petite Marée,
- 2006 : Cofondateur du Festival des arts vivants OFFTA
- 2007 - La pièce Mammaouth et Magie[104] dont Jacques Laroche est l'un des coauteurs est traduite sous le titre Ma tot duc et jouée en Roumanie par Oana Pellea et Sandu Gruia.
- 2007-2008 : Professeur à l'École Nationale de Théâtre du Canada
- 2008 : Comédien-créateur du Clim[105] de la Chartreuse de Villeneuve-les-Avignon, Théâtre les Trois Tristes Tigres juillet 2008[106]
- 2008 : Formateur de bouffon à Sherbrooke en décembre.
- 2013 : Publie dans la Revue Jeu #148, 2013.3, septembre «Un village pour un théâtre. Théâtre de la Petite Mariée.»[107]
- 2016 : Directions artistiques et conseils dramaturgiques avec  Carol Cassistat de Mon Petit Prince[108]
- 2017 : Dirige un atelier de bouffons à Rouyn-Noranda et prépare avec les participants le spectacle «Bande de bouffons» programmé pour le 14 décembre[109],[110],[111].
- 2018 : Participe à une table ronde dans le cadre du Carrefour international de théâtre de Québec sur «l'Art de la marionnette, présence dans le théâtre contemporain»
- 2018 : Semestre d'automne : École Nationale de Théâtre du Canada Atelier de clowns avec les élèves de 3e année en interprétation[112]
- 2018 - 2019 : Chargé de cours à l'École supérieure de théâtre de l'Université du Québec. Cours - atelier sur le clown + Choses articulées[113]
- 2019 - Adaptation du roman Lovestar de Andri Snaer Magnason pour le Théâtre de la Petite Marée[114],[115]
- 2020 - Adaptation du roman «Jo Groenland et la route du nord» de Boucar Diouf et mise en lecture du feuilleton radiophonique «Les aventures de Jo Groenland» pour le Théâtre de la Petite Marée et CIEU-FM[116]
- 2021 - Charge de cours au Conservatoire d'art dramatique de Québec[117]
- 2022 - Charge de cours au Conservatoire d'art dramatique de Québec
- 2023 - Initiation au jeu bouffonnesque[118]
- 2023 - Initiation des jeunes et des adultes de l'École francophone des Trois-Soleil d'Iqualuit ( Ivujivik -QC) à l'art Clownesque[119],[120]
- 2023 - Publicité «Mort de rire - personne dans la tombe» durant le Bye bye 2023 de Radio-Canada[121]
- 2024 - Participation à la résidence de Guillaume Arsenault, auteur compositeur comme aide à la mise en scène du spectacle du 7 septembre à New-Richmond  +
- 2025 - Jacques Laroche cofondateurs avec Marie-Claude Tremblay-Belzile du premier Festival Gourmand d'arts vivants du 1er au 6 mars 2025 au Théâtre de la ville de Longueuil